# Navy Cross
Navy Cross/Crucea Marinei este cea mai înaltă decorație pe care o poate acorda Marina Militară a SUA și este cea de a doua decorație SUA după Medal of Honor

În mod normal se acordă personalului Marinei, Infanteriei Marine a SUA și Pazei de Coastă a SUA, dar se poate acorda tuturor ramurilor armatei SUA ca și membrilor armatelor străine.
A fost înființat de congresul SUA la 4 februarie 1919. Este echivalent cu Distinguished Service Cross și Air Force Cross.

## Criteriul de acordare
și se poate acorda oricărei persoane,care servind în forțele armate s-a distins prin eroism extraordinar prin una din următoarele acțiuni:
- Împotriva unui inamic al SUA
- Fiind implicat în operațiuni militare într-un conflict militar împotriva unui inamic
- Servind în cadrul unor forțe prietene într-un conflict militar împotriva unui inamic conflict în care SUA nu este parte beligerantă.

## Persoane notabile care au primit decorația
| - James Thomas Alexander, - Adelbert Althouse, - Barry K. Atkins - William B. Ault - Matthew Axelson - John "Jack" "Doc" Bradley - Phil H. Bucklew (două decorații) - John D. Bulkeley - Charles P. Cecil (două decorații) - Gordon Pai'ea Chung-Hoon - Bernard A. Clarey (trei decorații) - George Thomas Coker - William P. Cronan, - William Michael Crose, - Randy "Duke" Cunningham - Slade Cutter (4 decorații) - Roy Milton Davenport (5 decorații) - Albert David (2 decorații) - Samuel David Dealey (4 decorații) - Dieter Dengler - Danny Dietz | - Glynn R. "Donc" Donaho (4 decorații) - William P. Driscoll - Joseph F. Enright - William Charles Fitzgerald persoana despre care este denumită nava USS Fitzgerald (DDG-62)⁠(en)[traduceți] - Eugene B. Fluckey (4 decorații) - James Shepherd Freeman - William Gilmer, - Robert Halperin - William F. Halsey, Jr. - Arthur Ray Hawkins (3 decorații) - William A. Hodgman, - John Howard - Joseph P. Kennedy, Jr. - Ernest J. King - George Landenberger, - John H. Lang - Gatewood Lincoln, - Elliott Loughlin (2 decorații) - Marcus Luttrell - Harold John Mack - David McCampbell - Benjamin McCandlish, - Pete McCloskey | - Donald L. McFaul - Luke McNamee, Amiral, - Doris "Dorie" Miller (primul afro-american decorat) - Marc Mitscher (2 decorații) - John Anderson Moore (3 decorații) - Dudley W. "Mush" Morton (4 decorații) - Edward "Butch" O'Hare - Richard H. "Dick" O'Kane (3 decorații) - Chick Parsons (2 decorații) - Edwin Taylor Pollock - George S. Rentz - Samuel B. Roberts - Dean Rockwell - Maurice H. Rindskopf - Tony F. Schneider (2 decorații) - Rodger W. Simpson (2 decorații) - Raymond A. Spruance - George L. Street, III - Robert J. Thomas - Corydon M. Wassell - Ivan Wettengel, - Adam Williams (actor) |